# 薩克森-阿爾滕堡的莫里茲
薩克森-阿爾滕堡的莫里茲（德語：Moritz von Sachsen-Altenburg，1829年10月24日—1907年5月13日），薩克森-阿爾滕堡公爵格奧爾格的第三子，母親是梅克倫堡-施威林大公保羅·腓特烈的妹妹瑪麗·路易絲。

## 家庭
1862年，莫里茲與薩克森-邁寧根公爵博恩哈德二世的女兒奧古斯塔結婚，兩人共有1子4女：
1. 瑪麗·安娜（1864年—1918年）
2. 伊莉莎白（1865年—1927年）
3. 瑪格麗特（1867年—1882年），早逝
4. 恩斯特二世（1871年—1955年）
5. 路易絲·夏洛特（1873年—1953年）